# أريسا غو
أريسا غو (باليابانية: 郷亜里砂) هي متزلجة يابانية، ولدت في 12 ديسمبر 1987 في أوبيهيرو في اليابان.

## وصلات خارجية
- أريسا غو على موقع SpeedSkatingBase.eu (الإنجليزية)
- أريسا غو على موقع SpeedSkatingNews.info (الإنجليزية)
- أريسا غو على موقع SpeedSkatingStats.com (الإنجليزية)
- أريسا غو على موقع اللجنة الأولمبية الدولية (الإنجليزية)
- أريسا غو على موقع أوليمبيديا (الإنجليزية)